# Kim Dong-Hyun
Kim Dong-Hyun  (tiếng Hàn Quốc: 김동현), sinh ngày 17 tháng 11 năm 1981 tại Suwon, là một võ sĩ MMA Hàn Quốc,  đã tham gia thi đấu tại Ultimate Fighting Championship từ năm 2008.

## Liên kết